# Łukasz Stachowski
Łukasz Stachowski (* 31. Dezember 1990 in Poznań) ist ein polnischer Squashspieler.

## Karriere
Łukasz Stachowski spielte zwischen 2011 und 2015 vereinzelt auf der PSA World Tour und erreichte seine höchste Platzierung in der Weltrangliste mit Rang 240 im April 2015. Mit der polnischen Nationalmannschaft nahm er 2013 an der Weltmeisterschaft teil. Darüber hinaus gehörte er mehrfach zum polnischen Aufgebot bei Europameisterschaften. Im Einzel stand er 2014, 2015, 2016 und 2017 jeweils im Hauptfeld, schied dabei aber stets in der ersten Runde hinaus. 2017 wurde er polnischer Meister.

## Erfolge
- Polnischer Meister: 2017